# Ford Beebe
Ford Ingalsbe Beebe (* 26. November 1888 in Grand Rapids, Michigan, USA; † 26. November 1978 in Lake Elsinore, Kalifornien) war ein US-amerikanischer Filmregisseur sowie Drehbuchautor und Filmproduzent. Bekannt wurde er insbesondere als Regisseur von niedrig budgetierten Western und Serials.

## Leben
Ford Beebe wurde 1888 in Grand Rapids, Michigan geboren. Seine erste Arbeit an einem Film fand 1916 statt, als er das Szenario für The Girl and the Game schrieb. Beebe fertigte weitere Drehbücher und Szenarien, meist für Kurzfilme. 1921 führte er bei dem Western The White Horseman das erste Mal Regie. 1923 war er als Co-Produzent am Kurzfilm In Wrong Wright beteiligt.
Beebe bevorzugte das Westerngenre, das seiner Meinung nach Brot und Butter der Studios sei. Er war aber auch an Horrorfilmen, Liebesdramen, Science-fiction-Filmen und Komödien beteiligt. Auch bei einem Zeichentrickfilm wirkte Ford Beebe mit. 1940 inszenierte er für den Disney-Film Fantasia die Sequenz Pastorale Sinfonie. Bekannt waren auch seine Serials mit Flash Gordon (ab 1938), Buck Rogers (ab 1939) und die mit Bomba, der Dschungel-Boy (ab 1949) begonnene Filmreihe.

## Privates
Ford Beebe war zwei Mal verheiratet. 1912 heiratete er Frances Caroline Willey, mit der er fünf Kinder hatte. Im August 1929 verstarb seine Ehefrau. Im Februar 1933 heiratete er zum zweiten Mal. Mit Kitty Delevanti, Tochter des Schauspielers Cyril Delevanti, hatte er ein Kind. Sie blieben bis zu seinem Tod zusammen.

## Filmografie (Auswahl)
Regie
- 1921: The White Horseman
- 1932: Der letzte Mohikaner (The Last of the Mohicans)
- 1938: Flash Gordon’s Trip to Mars
- 1939: Buck Rogers
- 1940: Flash Gordon Conquers the Universe
- 1940: Fantasia (Sequenz The Pastorale Symphony)
- 1944: Der Unsichtbare nimmt Rache (The Invisible Man's Revenge)
- 1949: Der Marschall von Santa Fe (The Dalton Gang)
- 1949: Cisco I – Cisco, der Banditenschreck (Satan's Cradle)
- 1949: Hände hoch, Old Boy! (Red Desert)
- 1949: Bomba, der Dschungel-Boy (Bomba the Jungle Boy)
- 1949: Bomba und der schwarze Panther (Bomba on Panther Island)
- 1950: Bomba und der tote Vulkan (The Lost Volcano)
- 1951: Bomba, der Rächer (The Lion Hunters)
- 1951: Bomba, der Herr der Elefanten (Elephant Stampede)
- 1953: Bomba – Rache im Dschungel (Safari Drums)
- 1954: Bomba und der goldene Götze (The Golden Idol)
- 1954: Bomba, der Erbe Tarzans (Killer Leopard)

Drehbuch
- 1916: The Girl and the Game
- 1921: The White Horseman
- 1923: In Wrong Wright
- 1928: Zirkusleben (The Wagon Show)
- 1928: Die Schlucht der Abenteuer (The Canyon of Adventure) (Zwischentitel)
- 1929: Tarzan der Tiger (Tarzan the Tiger) (Titelgestaltung)
- 1931: Von Banditen überfallen (Alias the Bad Man)
- 1931: Rin-Tin-Tins Rache (Law of the Wild)
- 1932: Der letzte Mohikaner (The Last of the Mohicans)
- 1935: Fünf Jahre und ein Tag danach (Tumbling Tumbleweeds)
- 1938: Flash Gordon’s Trip to Mars
- 1949: Hände hoch, Old Boy! (Red Desert)
- 1949: Der Marschall von Santa Fe (The Dalton Gang)
- 1949: Bomba und der schwarze Panther (Bomba on Panther Island)
- 1950: Bomba und der tote Vulkan (The Lost Volcano)
- 1950: Auf dem Kriegspfad (Davy Crockett, Indian Scout) (Story)
- 1951: Bomba, der Rächer (The Lion Hunters)
- 1951: Bomba, der Herr der Elefanten (Elephant Stampede)
- 1953: Bomba – Rache im Dschungel (Safari Drums)
- 1954: Bomba und der goldene Götze (The Golden Idol)
- 1954: Bomba, der Erbe Tarzans (Killer Leopard)
- 1959: Fest im Sattel (King of the Wild Stallions)

Produktion
- 1923: In Wrong Wright
- 1943: Draculas Sohn (Son of Dracula)
- 1944: Der Unsichtbare nimmt Rache (The Invisible Man's Revenge)
- 1953: Bomba – Rache im Dschungel (Safari Drums)
- 1954: Bomba und der goldene Götze (The Golden Idol)
- 1954: Bomba, der Erbe Tarzans (Killer Leopard)